# 馬丁斯堡 (內布拉斯加州)
馬丁斯堡（英語：Martinsburg）是位於美國內布拉斯加州迪克森縣的村。

## 人口
根據2020年美國人口普查的數據，馬丁斯堡的面積為0.27平方千米，皆為陸地。當地共有人口78人，而人口密度為每平方千米289人。